# Tari Phillips
Tari Linne Phillips (nacida el 3 de junio de 1968 en Orlando, Florida) es una exjugadora de baloncesto estadounidense. Fue campeona del mundo con Estados Unidos en el Mundial de China 2002.